# قاولقا (جرغلان)
قاولقا (بالفارسية: قاولقا) هي قرية تقع في إيران في قسم جرغلان الريفي. يقدر عدد سكانها بـ 622 نسمة بحسب إحصاء 2016.